# Pleurocoronis
Pleurocoronis är ett släkte av korgblommiga växter. Pleurocoronis ingår i familjen korgblommiga växter.
Kladogram enligt Catalogue of Life:
| Pleurocoronis | \| \| Pleurocoronis gentryi \| \| \| \| \| \| Pleurocoronis laphamioides \| \| \| \| \| \| Pleurocoronis pluriseta \| \| \| \| |
|               | \| \| Pleurocoronis gentryi \| \| \| \| \| \| Pleurocoronis laphamioides \| \| \| \| \| \| Pleurocoronis pluriseta \| \| \| \| |
|               | Pleurocoronis gentryi |
|               | |
|               | Pleurocoronis laphamioides |
|               | |
|               | Pleurocoronis pluriseta |
|               | |

## Bildgalleri

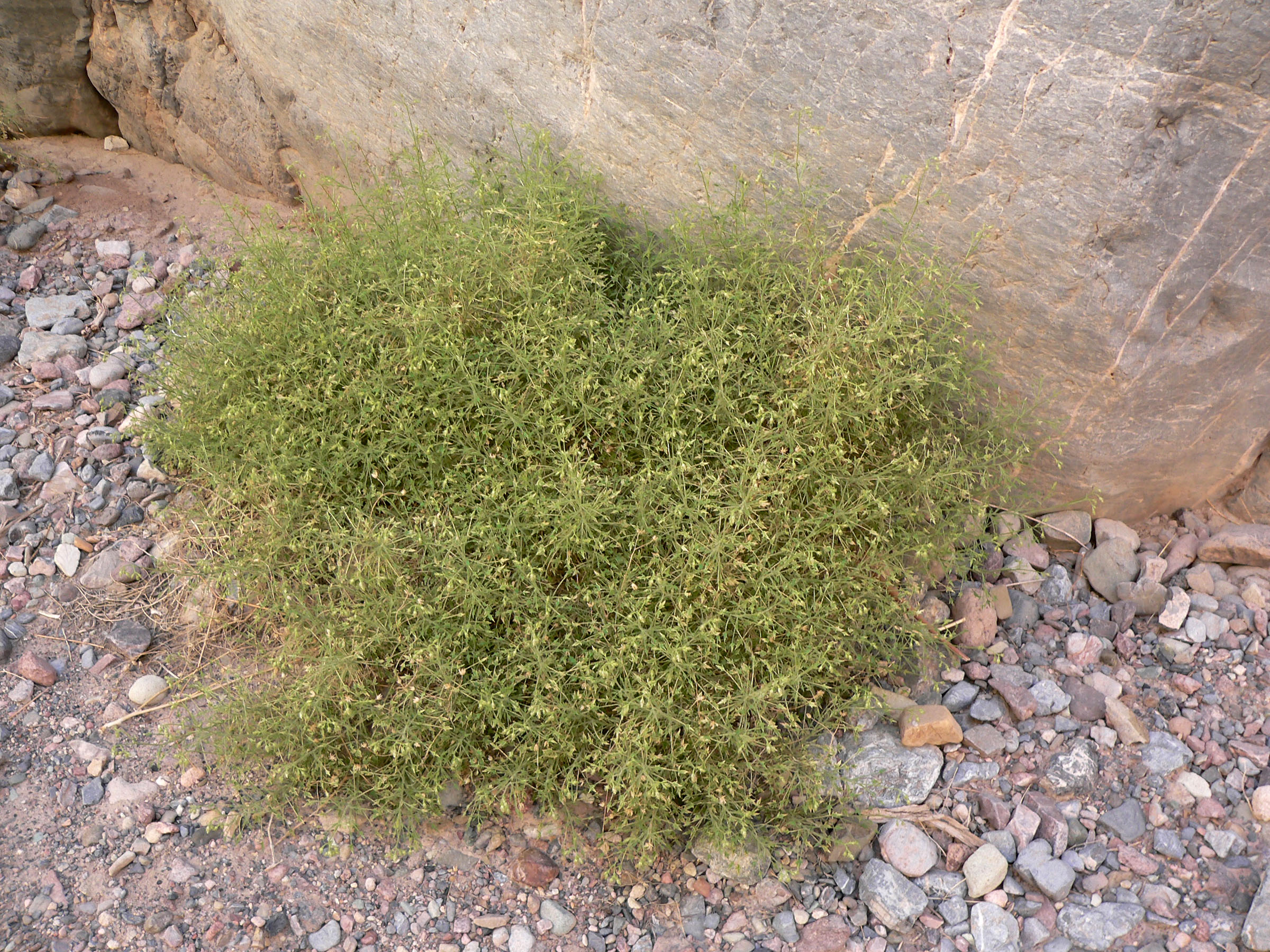
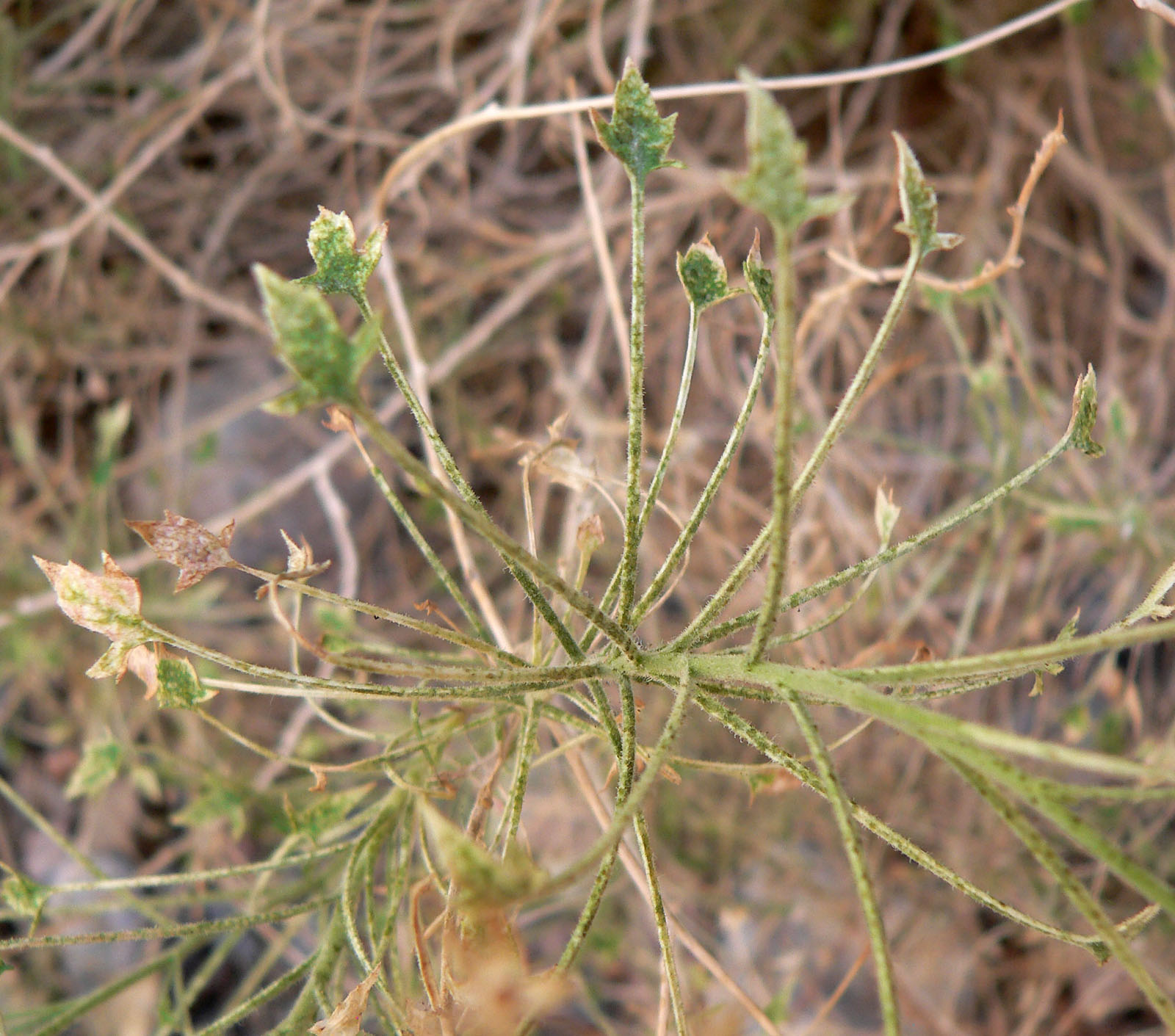
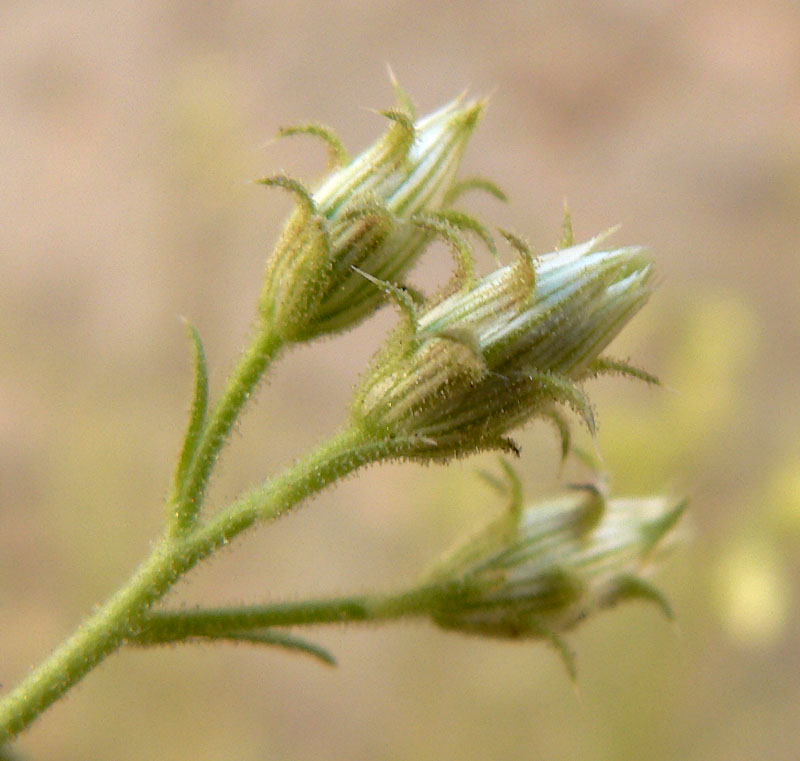
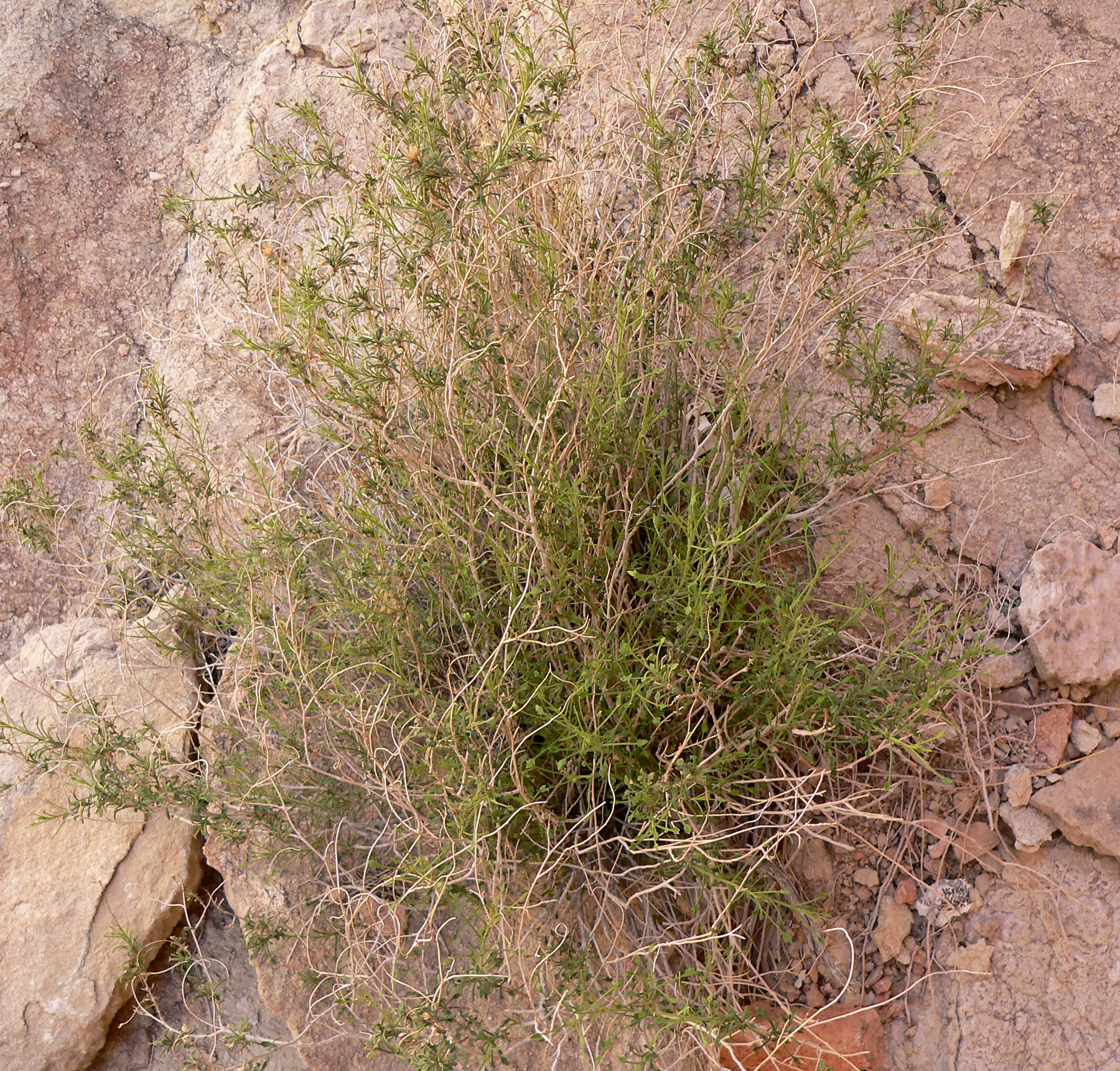
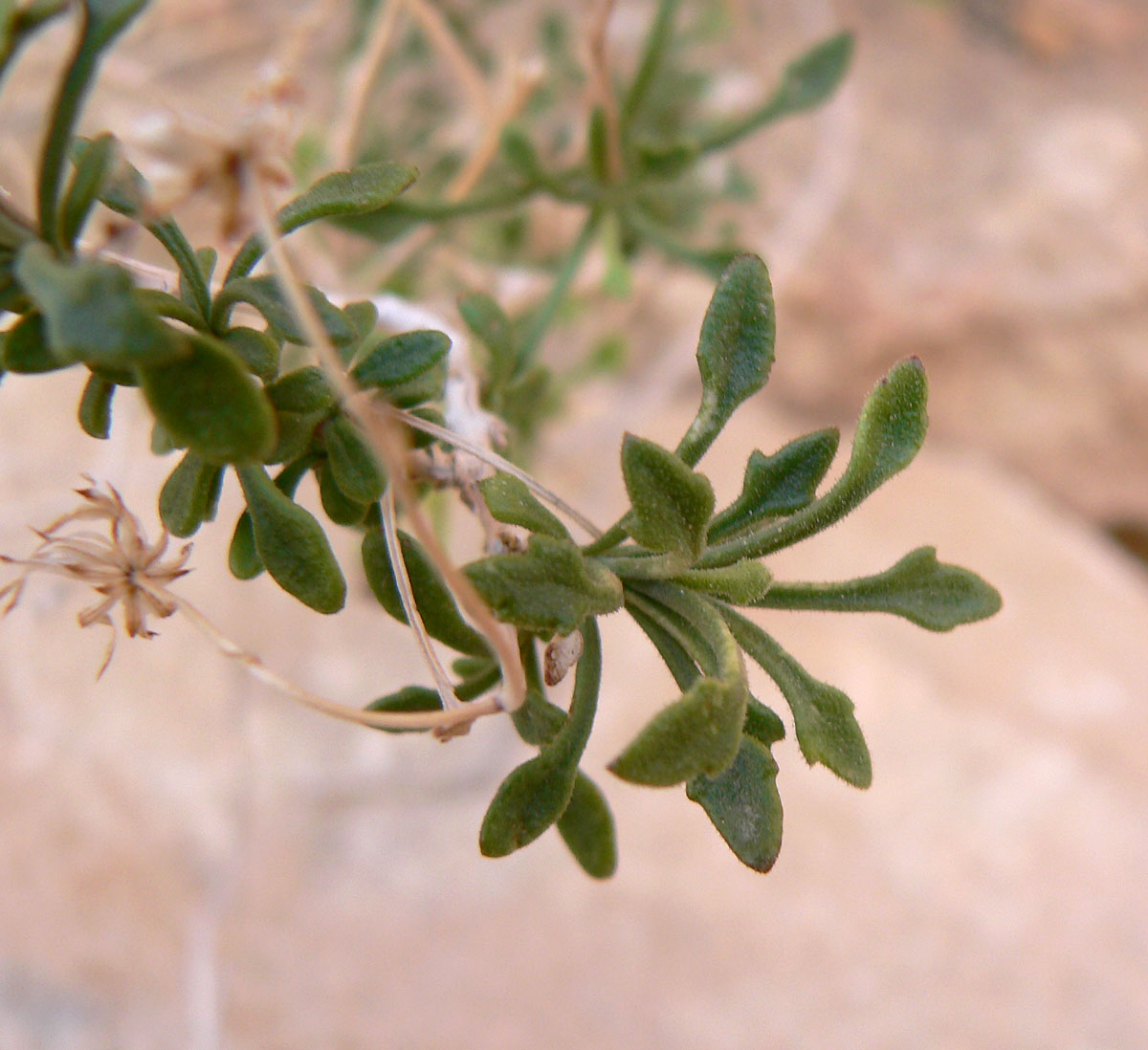
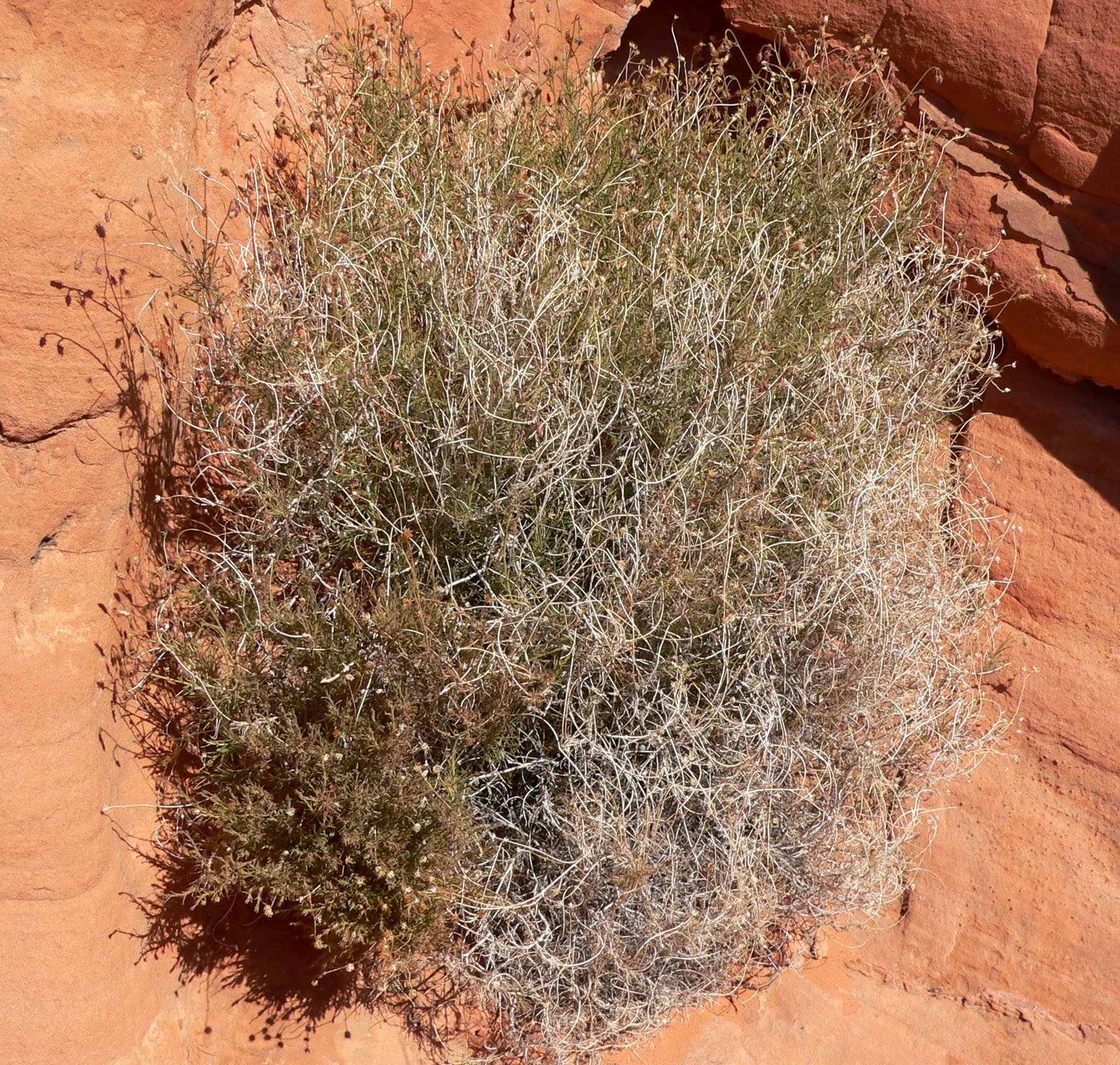